# Безсмертним борцям за владу Рад (пам'ятник)
Па́м'ятник Безсме́ртним борця́м за вла́ду Рад (інша назва — «Па́м'ятник же́ртвам збро́йних конфлі́ктів пері́оду украї́нської револю́ції 1917—1921 рокі́в») — пам'ятник на території Адміралтейського парку міста Миколаєва, встановлений на честь загиблих ліквідаторів антирадянських «кулацьких» повстань сел Матвіївка і Нечаяне, а також більшовицьких підпільників і затриманих разом з ними цивільних, убитих в ніч проти 20 листопада 1919 року за наказом генерала Я. О. Слащова.

## Історія

### Передумови
Пам'ятник встановлено на території сучасного Адміралтейського парку, в минулому Адміралтейської площі — одній з найстаріших площ міста, на якій серед інших місць відбувалися події Березневого повстання 1918 року. Тоді після входу до міста союзних уряду Павла Скоропадського австро-німецьких військ 17 березня 1918 року,  22 березня в другій половині дня в місті здійнялося повстання, направлене на припинення вивезення різних товарів, продовольства та сировини австро-німецькими військами. Поміж повстанців знаходилися робітники заводів та колишні фронтовики. Повстання було придушено через сім днів, 29 березня німецька влада остаточно закріпилася в Миколаєві. Вже за рік, 15 березня 1919 року, в місто знову увійшли більшовики, що встановили радянську владу. Згодом площу було перейменовано на площу Комунарів — на згадку про робітників, що загинули в дні повстання.
В червні того ж року тут було зведено пам'ятник, зображення якого до нас не дійшло, і склеп, в якому було поховано 16 загиблих внаслідок придушення антирадянського повстання в селі Нечаяне-Козлово (нині — село Нечаяне). В серпні там само, на площі, було поховано ще 26 людей — комуністів і безпартійних, що загинули 6 серпня під час придушення антирадянського повстання в селі Матвіївка (нині — частина Центрального району Миколаєва).
Вже наприкінці листопада 1919 року склеп і пам'ятник були повністю знищені. 19 серпня 1919 року місто зайняли білогвардійські денікінські війська. Сюди увійшла 4-а піхотна дивізія під керівництвом генерала Я. О. Слащова. Тіла вбитих комунарів було вилучено зі склепу та перепоховано на міському інтернаціональному цвинтарі в районі сучасного зоопарку.
Згідно з офіційною версією радянських газет того часу, 19 листопада білогвардійською контррозвідкою в місті було затримано двох більшовицьких підпільників, які розповсюджували агітаційні листівки. Того ж дня було проведено кілька обшуків, під час яких було заарештовано ще кількох людей. Про це було повідомлено Я. О. Слащову з наданням списку з 61 особи, нібито пов'язаної з підпіллям. Вивчивши список, він наказав розстріляти всіх вказаних у ньому людей, які утримувалися на той момент у в'язницях міста. Розстріл було проведено в ніч проти 20 листопада.
Робочих, що йшли рано вранці на завод «Руссуд», білогвардійці змусили знести всі тіла в одне місце — до зруйнованого пам'ятника та склепу комунарів, звідки тіла вбитих потім забирали для поховання їх рідні.

### Пам'ятник
12 червня 1936 року в центральній частині площі було відкрито пам'ятник «Безсмертним борцям за владу Рад». Автори проєкту — скульптори М. Г. Лисенко та Л. Д. Муравін. В серпні 1939 року запропоновано новий проєкт парку. Його ключовою точкою мав стати сам пам'ятник із майданчиком круглої форми навколо нього, від якого на всі боки — до кутів і країв площі у вигляді променів проходили широкі алеї. Розбивку парку було здійснено. У такому вигляді вона збереглася і донині.
За проєктом за пам'ятником мали розташовуватися 26 скульптурних фігур комінустів («комунарів»), а також передбачалося звести музей революції. Проте реалізації цих планів завадила Друга світова війна. У 1941 році пам'ятник був зруйнований нацистськими військами. Його відновили лише 1967 року, але зі склобетону, а вже через рік він був відлитий у бронзі у Санкт-Петербурзі та доставлений до Миколаєва. Матеріалом для фігур використовувалася бронза двох корабельних гребних гвинтів, які в Санкт-Петербург було відправлено з Миколаївського суднобудівного заводу.
25 квітня 2019 року пам'ятнику надали статус пам'ятки монументального мистецтва. Пам'ятник внесено до державного реєстру за категорією місцевого значення наказом Міністерства культури України від 25 квітня 2019 року № 354 за ініціативи Управління з питань культури та охорони культурної спадщини Миколаївської міської ради на підставі подання Управління культури, національностей та релігій Миколаївської ОДА від 15 листопада 2018 року № 1585/02-11, яке спиралося на рішення виконкому Миколаївської обласної ради народних депутатів від 2 липня 1971 року № 357.
У лютому 2023 року управління з питань культури та охорони культурної спадщини Миколаївської міської ради ініціювало переміщення пам'ятника на територію Миколаївського обласного краєзнавчого музею. У березні 2024 вказане управління виступило з ініціативою виключення пам'ятника з державного реєстру, проте зібрання необхідних документів було затягнуто. У вересні 2024 року Міністерство культури та інформаційної політики України звернулося з листом до Миколаївської обласної державної адміністрації та Миколаївської міської ради з вимогою прискорити збір документів. Того ж місяця обласна адміністрація направила до Міністерства подання про виключення з державного реєстру пам'ятника борцям за владу рад.

## Опис
Пам'ятник являє собою дві постаті робітників, один з яких, будучи пораненим, передає стяг іншому. На чотирьох сторонах гранітного п'єдесталу розташовані барельєфи із зображенням сцен революційного минулого Миколаєва. Внизу напис: «Безсмертним борцям за владу Рад».

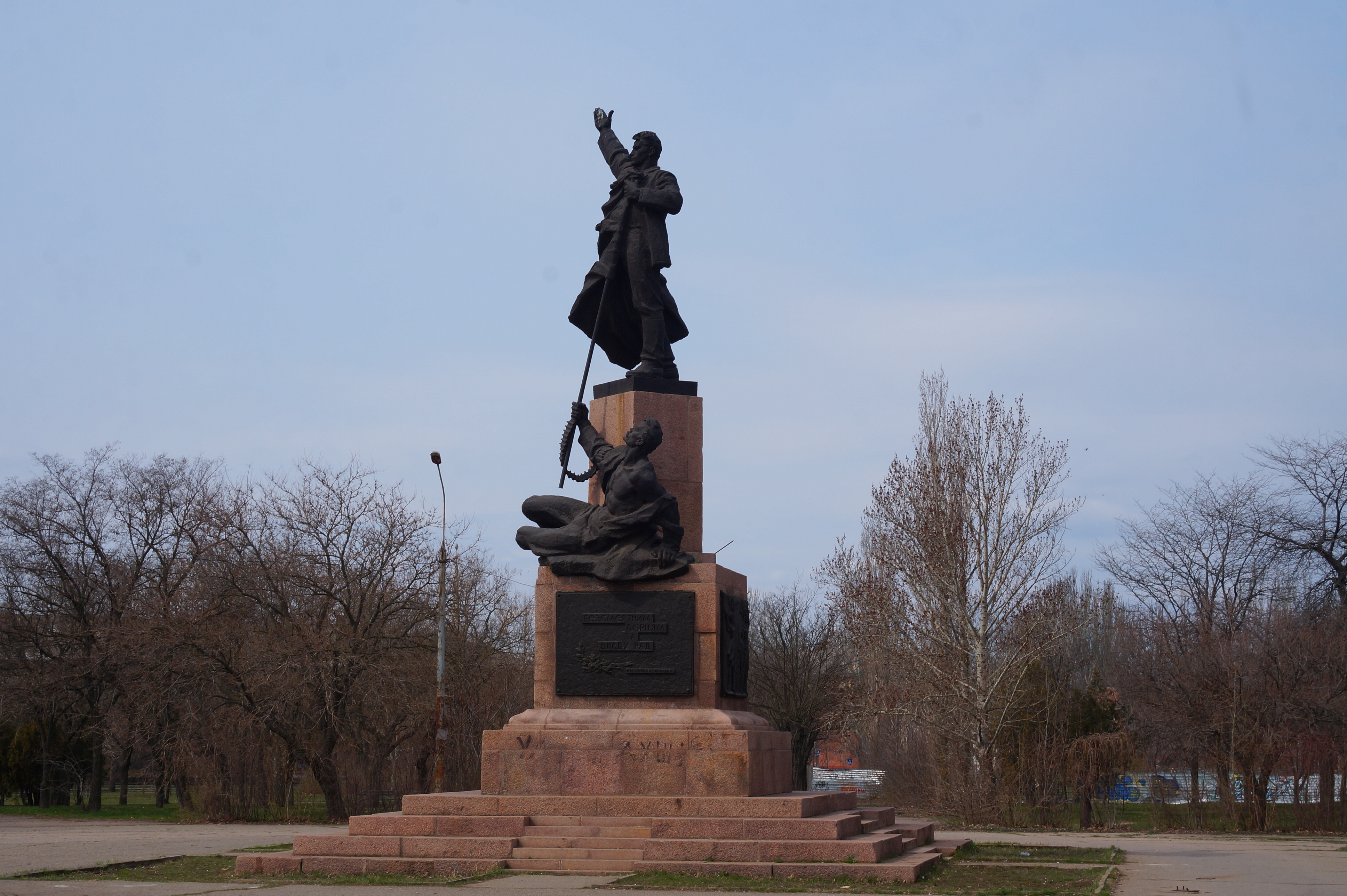
Загальний вид на пам'ятник
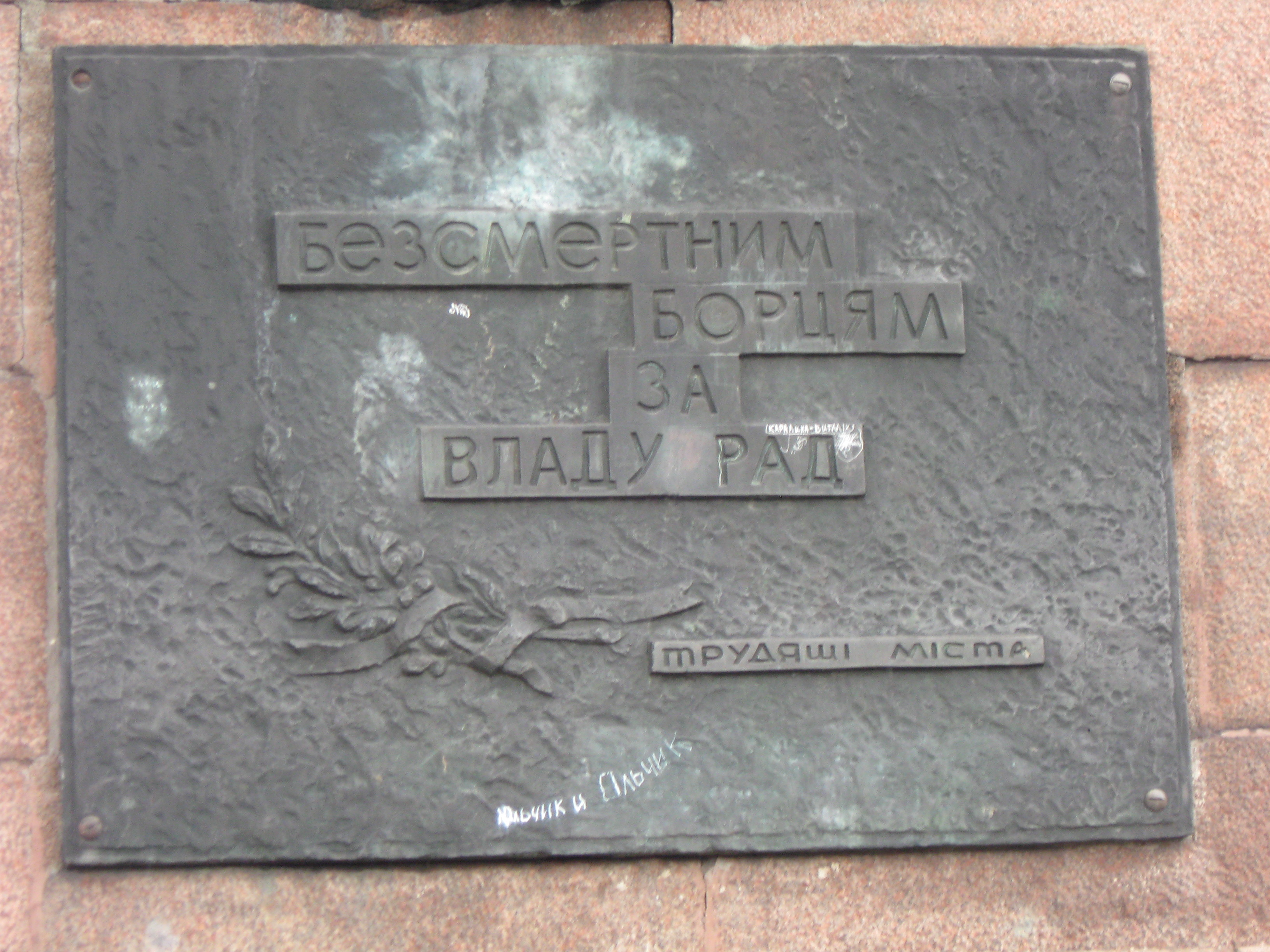
Дошка на пам'ятнику. Лицьовий бік
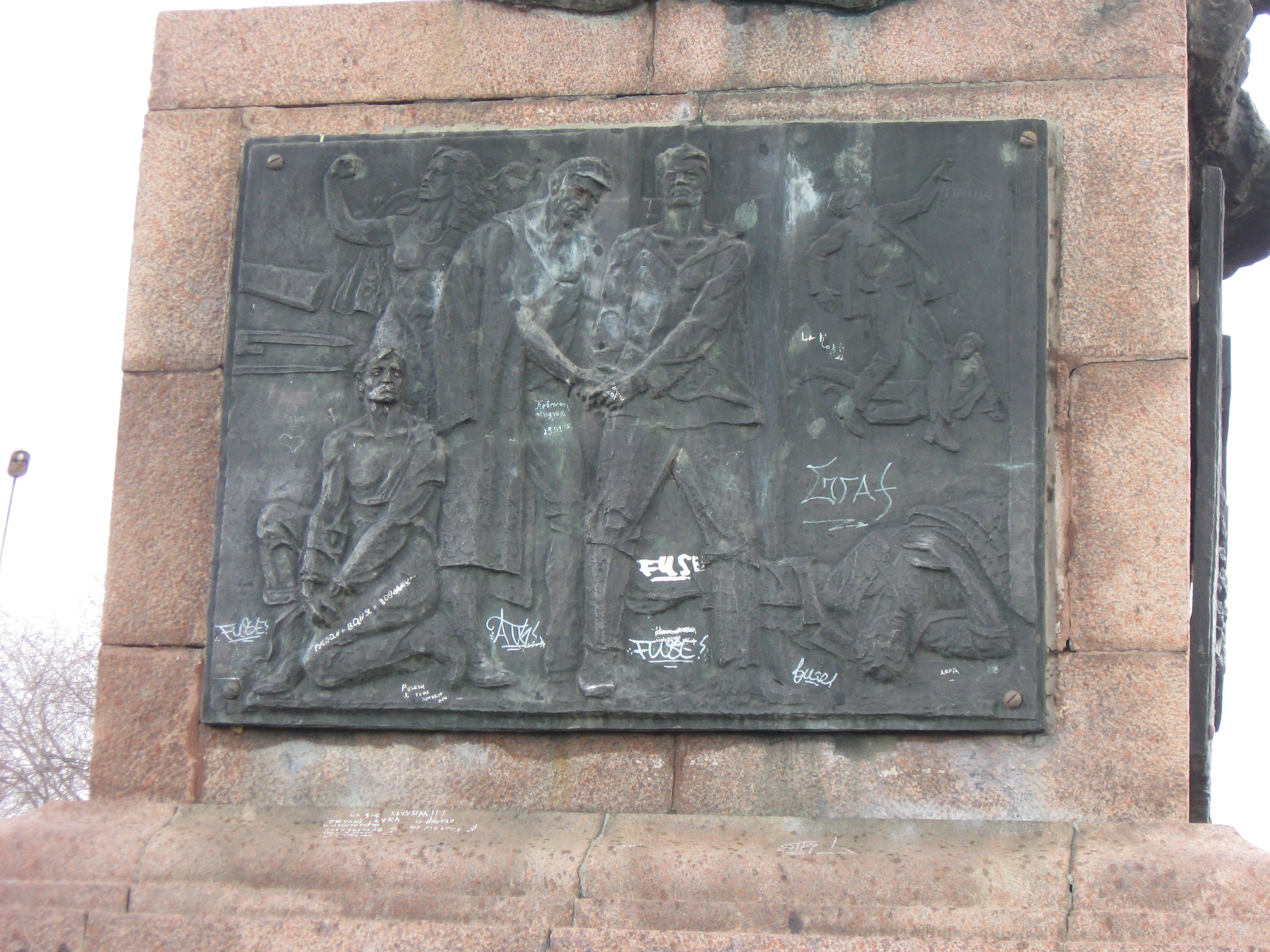
Дошка на пам'ятнику. Лівий бік
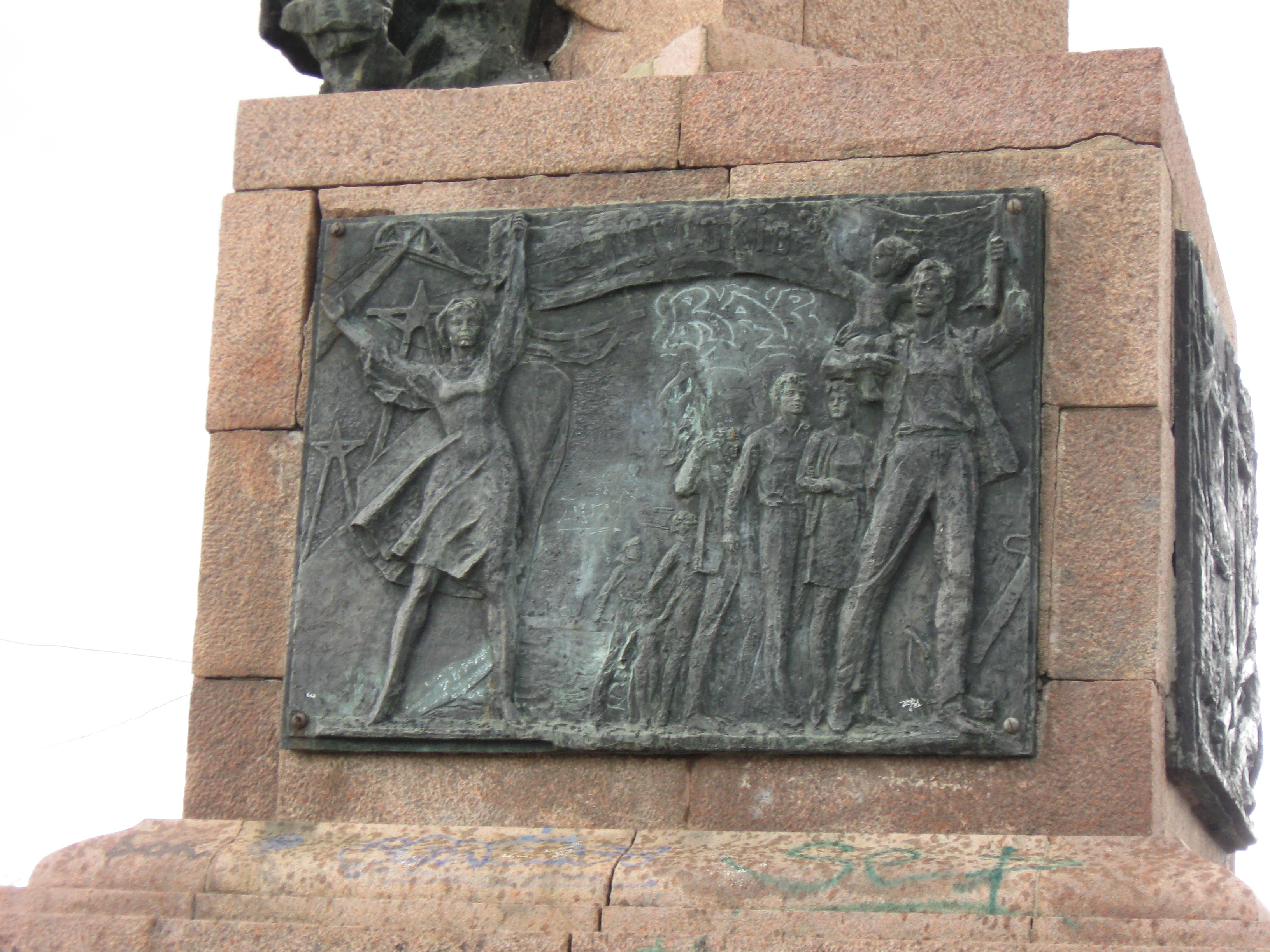
Дошка на пам'ятнику. Правий бік
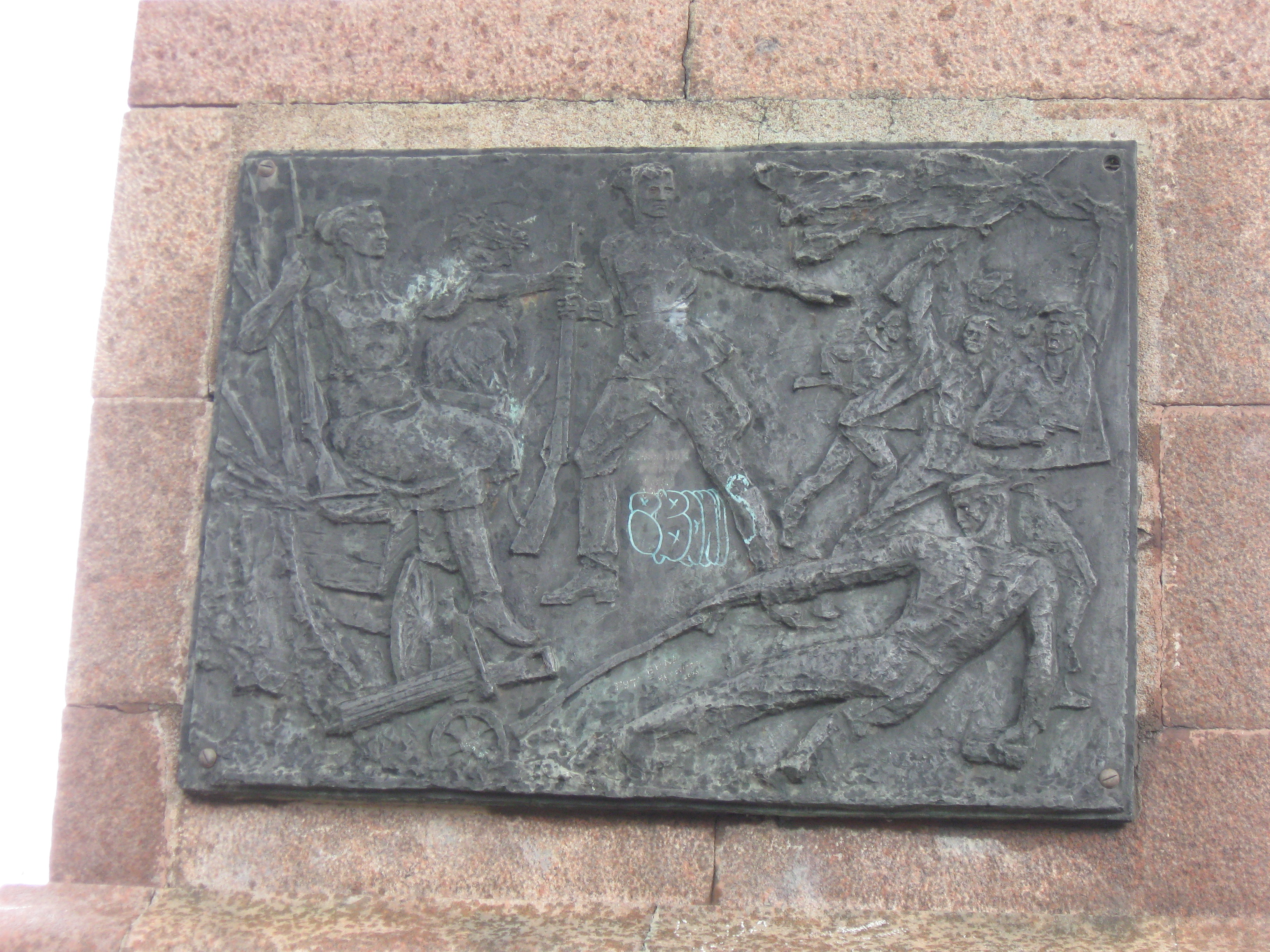
Дошка на пам'ятнику. Тильний бік